# Ω
Ω, ω（オメガ、古代ギリシア語: ὦ オー、ギリシア語: ωμέγα オメガ, 英: omega）は、ギリシア文字の第24番目（最後）の文字。ギリシア数字の数価は800。
キリル文字のѠ（現在は使われていない）はこの文字を起源とする。また、「⍜」（Οの下に横棒）という書体もよく使われる。

## 起源
この文字はフェニキア文字には由来せず、長く広い円唇後舌半広母音/ɔː/を表すために考案された。古い時代にはこの音は短母音とおなじくο（オミクロン）によって表されていたが、東イオニア地方では短い「ε」と長い「η」を区別したのにならって、後に長母音のための専用の文字を作った。文字の字形は「Ο」の変形により、地方によっては「」のように書かれた。イオニア式アルファベットは紀元前5世紀以降にギリシア世界全体の標準として使われるようになった。
古代での文字名称は単にὦ（オー）と言ったが、西暦2-3世紀に母音の長短の区別が失われると、短い「Ο」と長い「Ω」を区別するため、前者を「小さなオ」() すなわち「オミクロン」、後者を「大きなオ」(ὦ μέγα) すなわち「オメガ」と呼んで区別した。
文法書によってはこの文字の発音を「オーメガ」とするものもあるが、歴史的経緯を考えれば適切とはいえない。

## 象徴としての用法
最後の文字であることから最終・究極の意味で用いられる。
- アルファからオメガまで（最初から最後まで）
- 「私はアルファでありオメガである」は、新約聖書のヨハネの黙示録第22章13節の言葉。これはヨハネに世界終末の光景を幻視させた存在の表明である。一般的な解釈はギリシャアルファベットの最初と最後から、私は（森羅万象総ての）始まりと終わりであると言い換えれる。これは暗に私は総てを始め、終えることの出来る神であるとの表明と捉えられている。

## 記号としての用法
- 大文字の「Ω」は:
  - 素粒子物理学でハイペロンの一つ（{\displaystyle sss} からなる）を表す。
  - 電気抵抗の単位 「オーム」を表す。
  - 数学では
    - 計算複雑性理論や解析学で使われるオーダー記号の1つ（ランダウの記号参照）
    - オメガ定数およびランベルトのW関数
    - 計算理論ではオメガ数（停止確率とも）
    - n の重複も含めた素因数の総数を与える関数を Ω(n)と表記する。
    - 最小の非可算順序数

  - 天文学で昇交点黄経を表す。
  - 宇宙論で宇宙の密度パラメーターを表す（宇宙論パラメータを参照）。
  - Ω巻き。ヘリカルスキャン VTRのテープ走行レイアウトの方式の一。↔α巻き
- 小文字の「ω」は：
  - 物理学で角速度を表す。
  - 数学では
    - ζ に次ぐ第 2 の複素数、あるいは未知数を表すのに用いられることがある。
    - 1 の虚立方根（虚数である立方根）の何れか一方を指すことがある。
    - n の相異なる素因数の個数を与える関数を ω(n) と表記する。
    - 自然数全体の集合の濃度。

  - 天文学で、近日点引数を表す。
  - 素粒子物理学で、オメガ中間子を表す。
- 国際音声記号で円唇後舌め広めの狭母音を表す「ʊ」は、大文字「Ω」の逆さに由来する。

## 符号位置
| 大文字 | Unicode | JIS X 0213 | 文字参照               | 小文字 | Unicode | JIS X 0213 | 文字参照               | 備考 |
| ------ | ------- | ---------- | ---------------------- | ------ | ------- | ---------- | ---------------------- | ---- |
| Ω      | U+03A9  | 1-6-24     | &Omega; &#x3A9; &#937; | ω      | U+03C9  | 1-6-56     | &omega; &#x3C9; &#969; |      |
| Ώ      | U+038F  | -          | &#x38F; &#911;         | ώ      | U+03CE  | -          | &#x3CE; &#974;         |      |

オームの単位記号（Ω）はこの文字に由来するが、Unicodeでは別の文字として定義されている。Unicodeのオーム記号は、既存の文字コードとの互換性のために用意されている互換文字であり、Unicode標準ではこの文字の代わりに「オメガ大文字」を使うことを推奨している。
| 記号 | Unicode | JIS X 0213 | 文字参照         | 名称              |
| ---- | ------- | ---------- | ---------------- | ----------------- |
| Ω    | U+2126  | -          | &#x2126; &#8486; | オーム OHM SIGN   |
| ℧    | U+2127  | -          | &#x2127; &#8487; | INVERTED OHM SIGN |